# Васадзе Акакій
Акакій Васадзе (груз. ვასაძე, აკაკი; *25 липня (6 серпня) 1899, Кутаїсі (нині в Грузії) — †3 квітня 1978, Тбілісі) — грузинський актор, театральний режисер, педагог. Народний артист СРСР (1936).
Лауреат трьох Сталінських премій (1942, 1946, 1951).

## Біографія
Народився 25 липня (6 серпня) 1899 в Кутаїсі (нині в Грузії).
У 1909-1918 навчався в Кутаїської дворянської гімназії.
У 1917-1918 працював художником-декоратором в Кутаїському театрі і там само вперше почав виступати на сцені.
У 1918-1920 навчався в Тифліській драматичної студії Г. Джабадарі і одночасно на історичному факультеті Тбіліського університету.
У 1920-1921 — актор Тифліській державної драми.
У січні-березні 1921 — солдат Аспіндзського батальйону в Батумі, в березні-серпні 1921 — актор Батумського міського театру.
З 1921 по 1958 — актор Грузинського театру ім. Ш. Руставелі (Тбілісі) (в 1935-1942 — завідувач художньою частиною театру, в 1938-1942 — директор театру, в 1948-1955 — головний режисер театру).
У 1934-1936 навчав групу чеченських артистів, згодом працювали в чеченському державному драматичному театрі імені Х. Нураділова (Грозний).
З 1958 по 1969 — художній керівник Грузинського театру імені Ладо Месхишвілі (Кутаїсі).
З 1969 по 1978 — актор і режисер Руставського драматичного театру.
З 1923 знімався в кіно.
З 1924 по 1939 — режисер-педагог Драматичною студії при Тбіліському театрі ім. Ш. Руставелі, в 1939-1948 вів педагогічну роботу в Тбіліському театральному інституті ім. Ш. Руставелі (з 1947 — професор по кафедрі акторської майстерності).
Васадзе помер 3 квітня 1978 в Тбілісі, похований в Дідубійському пантеоні.

## Нагороди та звання
- Народний артист Грузинської РСР (1934)
- Народний артист СССР (1936)
- Сталінська премія другого ступеня (1942) — за виконання головної ролі у виставі «Комбриг Кіквідзе»
- Сталінська премія першого ступеня (1946) — за виконання ролі Василя Шуйського в спектаклі «Великий государ»
- Сталінська премія третього ступеня (1951) — за постановку вистави «Потоплені камені»
- Державна премія Грузинської РСР ім. Ш. Руставелі (1975, за театральні роботи останніх років).
- Два ордена Леніна (1946, 1950)
- Два ордена Трудового Червоного Прапора (1936, 1958)
- Медаль «За оборону Кавказу» (1946)
- Медаль «За доблесну працю у Великій Вітчизняній війні 1941—1945 рр.» (1946).

## Робота в театрі

### Грузинський театр ім. Шота Руставелі

#### Актор
- 1922 — «Овечий джерело» Лопе де Вега — Менго
- 1925 — «Гамлет» В. Шекспіра — Клавдій
- 1928 — «Анзор» С. І. Шаншиашвілі — Ахма
- 1928 — «Розлом» Б. А. Лавреньова — Швач
- 1930 — «Розбійники» («Інтіраннос!») Ф. Шиллера — Франц Моор
- 1935 — «Платон Кречет» А. Е. Корнійчука — Павло Семенович Берест
- 1936 — «Осінні дворяни» Д. С. Клдіашвілі — Даріспан
- 1937 — «Отелло» В. Шекспіра — Яго
- 1938 — «Без вини винуваті» О. М. Островського — Шмага
- 1940 — «Зрада» А. І. Сумбатова — Ананія
- 1941 — «Комбриг Кіквідзе» В. А. Дараселія — В. І. Кіквідзе
- 1944 — «На всякого мудреця досить простоти» О. М. Островського — Крутицький
- 1946 — «Великий государ» В. А. Соловйов — Василь Іванович Шуйський
- 1947 — «Начальник станції» І. О. Мосашвілі — Чадунелі
- 1951 — «Потоплені камені» І. О. Мосашвілі — Абдул-Садік
- 1955 — «Розповідь жебрака» І. Г. Чавчавадзе — Пепія

#### Режисер
- 1927 — «Ліво руля» В. Білля-Білоцерківського
- 1927 — «Десять днів»
- 1928 — «Анзор»
- 1929 — «Цілина» Яновського
- 1931 — «Троє»
- 1931 — «Тетнульд»
- 1935 — «Одержима»
- 1936 — «Арсен»
- 1937 — «З іскри»
- 1938 — «Без вини винуваті»
- 1939 — «Людина з рушницею»
- 1940 — «Богдан Хмельницький»
- 1941 — «Комбриг Кіквідзе»
- 1941 — «Останній лицар»
- 1942 — «Батальйон йде на Захід»
- 1942 — «Олеко Дундич»
- 1942 — «Батьківщина»
- 1943 — «Генерал Брусилов»
- 1944 — «Олень ущелині»
- 1945 — «Великий государ»
- 1946 — «Початок кінця»
- 1947 — «Начальник станції»
- 1948 — «Отелло» В. Шекспіра
- 1948 — «Орлине гніздо»
- 1948 — «Король Лір» В. Шекспіра
- 1949 — «Потоплені камені»
- 1949 — «В ім'я майбутнього»
- 1950 — «З іскри»
- 1951 — «Вороги» М. Горького
- 1951 — «Кузня щастя»
- 1952 — «Тяготи Даріспана»
- 1952 — «Отарова вдова»
- 1954 — «Гаїті»
- 1955 — «Комбриг Кіквідзе»

## Грузинський кутаїський театр ім. Ладо Месхишвілі

### Режисер
- 1958 — «Вигнанець» Важа Пшавела
- 1958 — «Зрада»
- 1959 — «Зоря Колхіди»

## Руставський драматичний театр

### Актор
- «Король Лір» В. Шекспіра — Лір
- «Обвинувальний висновок» — Ісідоре
- «Картинки з сімейного альбому» — Георгій

## Фільмографія
- 1923 — «У ганебного стовпа» — Грігола
- 1926 — «Діна Дза-Дзу» — Гардубхан, молодий князь
- 1927 — «Мачуха Саманішвілі» (короткометражний) — Платон Саманішвілі
- 1928 — «Жінка з ярмарки» — Едвін
- 1942-1943 — «Георгій Саакадзе» — шах Абаз
- 1955 — «Лурджа Магдани» — Тедо Гунашвілі, сільський староста
- 1957 — «Я скажу правду» — Мелітон
- 1958 — «Маяковський починався так» — Алиханов-Аварский
- 1959 — «День останній, день перший» — Гіві Васильович Кахідзе
- 1959 — «Фатіма» — Заур-Бек
- 1960 — «Повість про одну дівчину» — дідусь Миха
- 1961 — «Наречений без диплома» — Парменов
- 1968 — «Таріел Голуа» — Давид
- 1969-1970 — «Десниця великого майстра» — Парсмані
- 1972-1973 — «Викрадення місяця» — Таріел Шервашидзе
- 1976 — «Справа передається до суду» — Гордозіані
- 1977 — «Берега» — Міхаель